# الشاوية (المغرب)
الشاوية (بالأمازيغية: ⵉⵛⴰⵡⵉⵢⵏ) اتحادية قبائل بالمغرب، تتشكل نواتها أساساً من القبائل التي أدخلها المرينيين لأقليم تامسنا وهم بعض البطون من زناتة وهوارة، وكذلك ذرية حسان الصبيحي من عرب سويد الهلاليون. وهي في نفس الوقت اسم منطقة تاريخية وجغرافية يحدها نهر أم الربيع غربا ووادي شراط شرقا وسهل تادلا جنوبا والمحيط الأطلسي شمالا، وتغطي مساحة حجمها تقريبا 14 ألف كم².

## تأصيل
كلمة الشاوية هي كلمة عربية مشتقة من مفردة الشاة، والشاوي هو «راعي الغنم» والشاوية هم «رعاة الغنم». ويقول ابن خلدون:
| الشاوية (المغرب) | من كان معاشه في السّائمة مثل الغنم والبقر فهم ظعّن في الأغلب (أي يلجأون للترحال) لارتياد المسارح والمياه لحيواناتهم فالتّقلّب في الأرض أصلح بهم ويسمّون شاوية ومعناه القائمون على الشّاء والبقر ولا يبعدون في القفر لفقدان المسارح الطّيّبة وهؤلاء مثل البربر والتّرك وإخوانهم من التركمان والصّقالبة. | الشاوية (المغرب) |

وأول ظهور لهذا المصطلح بالمنطقة جاء عند جغرافيي القرن 16م، كإسم دال على مجموعة بشرية أوقبائل تستوطن مجال تامسنا. فيذكر الحسن الوزان أن الشاوية تعني أرباب الشاه، ويضيف أن الشاوية هي عشائر من أصول إفريقية بربرية تهتم بتربية الأغنام والبقر عند حضيض جبال الاطلس وفي الجبال نفسها. وقد أصبح المصطلح في العقود الاخيرة يشير كذلك إلى اسم الرقعة الجغرافية التي تستوطنها هذه القبائل.

## قبائل الشاوية
جغرافيا، يمكن تقسيم الشاوية إلى إقليمين فرعيين: الشاوية السفلى والشاوية العليا. الشاوية السفلى هي الجزء الساحلي، بينما الشاوية العليا هي الجزء الداخلي. هناك تربة «التيرْس» الداكن المقدر لخصوبته والمحصول المرتفع الذي يوفره ويوجد في أراضي قبائل المذاكرة وأولاد حريز وأولاد سعيد؛ كذلك، هناك تربة «الحمري» الأحمر—تربة البحر المتوسط الحمراء.
خلال تاريخ المغرب، اشتهرت الشاوية بزراعة القمح والشعير، اللذَين كانا يُصَدَّرَانِ أعوام الوفرة، من آنفا أو فضالة أو أزمور. وكذلك كان خروف الشاوية يقدر لصوفه، وكان يُصَدَّر إلى مارسيليا، حيث كان معروفا باسم «ورديغة» نسبة إلى مجموعة القبائل الداخلية.
الشاوية جزء من تقسيم جهة الدار البيضاء - سطات الإداري الآن.

## تاريخ

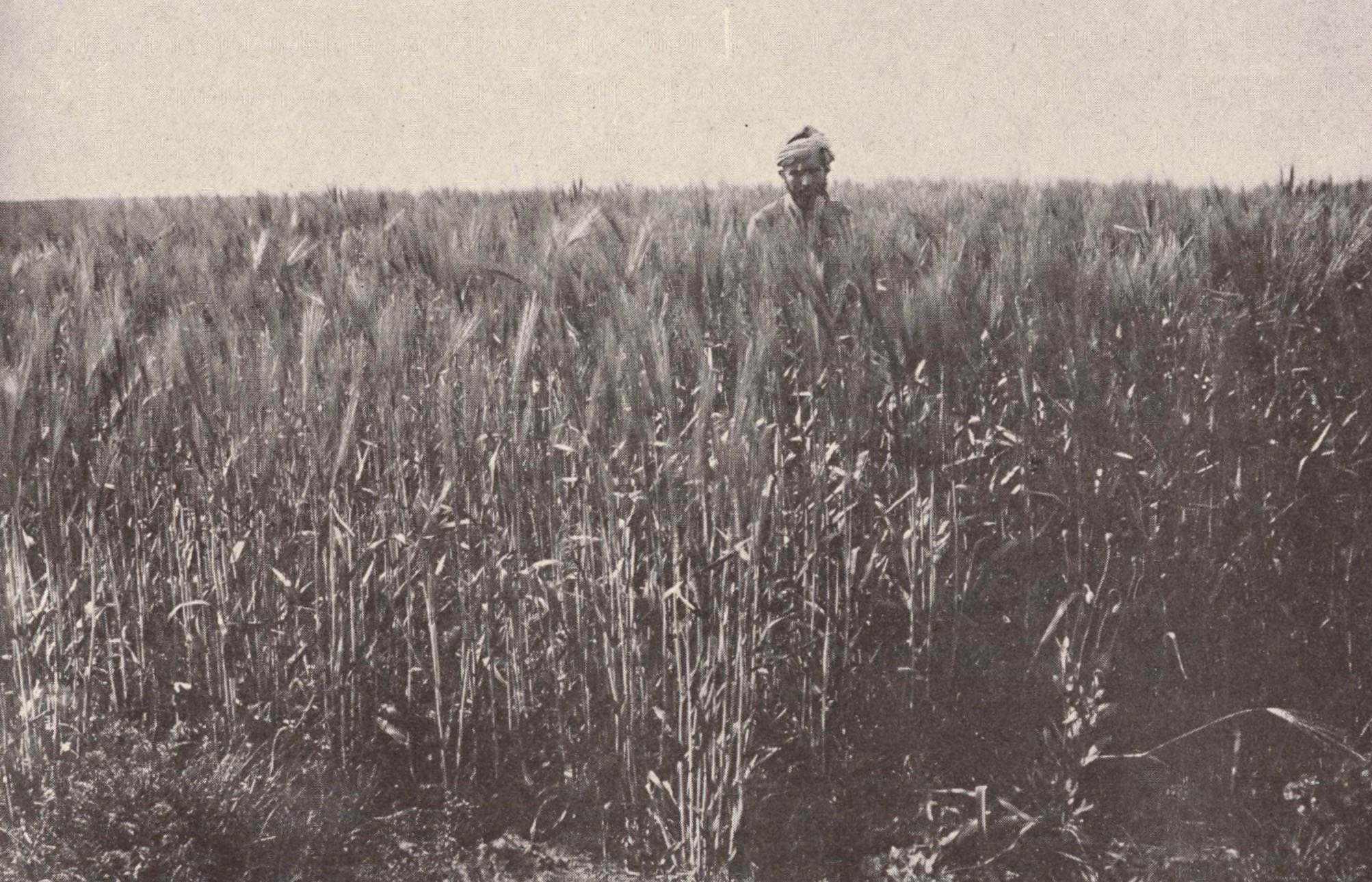
صورة لفلاح في حقل الشعير في الشاوية، نشرت 15 غشت 1917 في مجلة فرنسا المغرب

بعد هزيمة برغواطة في القرن الثاني عشر، استقرت قبائل عربية منحدرة من بني هلال وبني سليم في المنطقة، وهم تمزجوا مع الأمازيغ المحليين وعرّبوهم. وفي القرنين الثالث عشر والرابع عشر، نقل المرينيون أمازيغ من زناتة وهوراة من شرق المغرب إلى الشاوية وهذا بعض طرد القبائل العربية كما ذكر الحسن الوزان في كتابه وصف افريقيا.
في مطلع القرن العشرين، شهدت الشاوية عصيانا شديدا. في 1907، دخل الفرنسيون المنطقة قبل تمديد سيطرتهم معظم المغرب.[بحاجة لمصدر]
خلال فترة ما يسمى الحماية الفرنسية، كانت الشاوية جزءا من «قسم الدار البيضاء الفرعي المستقل» (Subdivision autonome de Casablanca) (بحاجة لمصدر). ثم قسَّمت مجددا إلى ثلاث مناطق مدنية مراقبة (Contrôles civils): الشاوية الشمالية (الدار البيضاء) والشاوية المركزية (برشيد) والشاوية الجنوبية (سطات).

## الدراسات العلمية
كشفت دراسة《دراسة نظام النمط المناعي المعدل وراثيا لدى البربر والعرب من المغرب》التي تناولت تعدد أشكال النمط الجيني للغلوبولين المناعي المعدل وراثيًا في مجموعات سكانية مغربية، بما في ذلك عينة ناطقة بالعربية من منطقة الشاوية، أن سكان هذه المنطقة يتسمون بتباين وراثي مشابه لباقي سكان شمال إفريقيا. ورغم وجود تمايز جغرافي وثقافي بين السكان، لم تكشف الدراسة عن فروقات وراثية كبيرة بين المجموعات الناطقة بالأمازيغية والمتحدثين بالعربية، بما في ذلك الشاوية. وأظهرت العينات، تقاربًا وراثيًا مع سكان جنوب غرب أوروبا وابتعادًا ملحوظًا عن سكان جنوب الصحراء الكبرى.
بينت دراسة جينية تحت عنوان《التحليل الجيني على أساس 15 تكرارًا قصيرًا مترادفا جسميًا (STRs) في سكان الشاوية، وسط غرب المغرب، والعلاقات الجينية مع السكان في جميع أنحاء العالم 》 فحصت 150 عينة من المنطقة والتي نشرت سنة 2023، ان سكان الشاوية يتسمون بتباين وراثي كبير يماثل سكان شمال إفريقيا الآخرين. أظهرت النتائج أنهم يتقاسمون قرابة وراثية وثيقة مع سكان غرب شمال إفريقيا والشرق الأوسط وأيبيريا. ورغم أن التحليل الجيني فصل سكان شمال إفريقيا إلى مجموعتين، شمال شرقية وشمال غربية، فإن نمط الاختلاط الجيني بين الشاوية والسكان الآخرين لم يظهر ارتباطاً واضحاً بالهويات الجغرافية أو اللغوية.
وفي سنة 2024، نشرت دراسة جينية أنثروبولوجية عن سكان الشاوية وورديغة الناطقين بالعربية تحت عنوان 《دراسة أنثروبولوجية للسكان الناطقين باللغة العربية في الشاوية ورديغة (المغرب) على أساس الجينات الوراثية الجسدية》تم فيها تحليل 153 فردًا عشوائيًا سليمًا غير مرتبطين من منطقة الشاوية – ورديغة، والتي وصفت ساكنتها بالمقدمة على أنها مزيج من عناصر أمازيغية مستعربة، مع وجود نسبة صغيرة من الدم العربي الهلالي. استخدمت الدراسة طرق تحليل جيني باستخدام تقنية "STR" لتحديد العلاقات الوراثية بين السكان. وأظهرت النتائج أن سكان المنطقة يتشاركون صلات وراثية وثيقة مع سكان الشرق الأوسط وشمال إفريقيا، بينما يظلون متميزين عن سكان جنوب الصحراء الكبرى وشرق آسيا وأمريكا اللاتينية. في النقاش، اشار الباحثون إلى أن نتائج الدراسة تعكس تأثير التقارب الجيني التاريخي الذي حدث بين مختلف سكان العالم، وأن هذا التقارب الوراثي حدث نتيجة تأثير المؤسس المحتمل وأنهم في الأصل يشتركون في تقارب وراثي وثيق مع السكان من باقي شمال إفريقيا والشرق الأوسط وأوروبا كما جاء في دراسة (Chef et al. 2023) الجينية. كما يمكن أن السبب في ذلك أيضًا يرجع إلى حقيقة أن المؤسسين العرب لسكان المنطقة كانوا مسلمين هاجروا من الشرق الأوسط إلى منطقة شمال إفريقيا واستقروا بها نحو نهاية القرن الثاني عشر مع وصول القبائل العربية بني هلال وبني سليم حسب مقالة (Daghfous 2003). في الأخير تستنتج الدراسة وجود توازي بين الخريطة الجينية الراسخة والتوزيع الجغرافي للسكان الذين تم تحليلهم. فقد لعبت العوامل التاريخية والثقافية دورًا مهمًا في تشكيل البنية الجينية لسكان الشاوية - ورديغة، كما يتضح من تأثير المؤسس المحتمل الذي أدى إلى إعادة تموضع هذا السكان المعين فيما يتعلق بسكان شمال البحر الأبيض المتوسط.